# Judith Gutiérrez
Pour les articles homonymes, voir Gutiérrez.
Judith Gutiérrez (Babahoyo, 1927 - Guadalajara, 2003) est une artiste peintre contemporaine équatorienne active en Équateur et au Mexique.
Elle a fait partie, avec d'autres femmes artistes de l'École d'Arts plastiques contemporains de Guayaquil (Escuela de Artes Plásticas Contemporáneas) et a participé activement dans des groupes militants tels que l'Union de Femmes de Guayas (Unión de Mujeres de Guayas), précurseur des organisations féministes en Équateur.

## Biographie

### Jeunesse
Judith Gutiérrez naît en 1927 à Babahoyo, en Équateur, et est élevée dans la foi catholique. Très jeune, son père, marin fluvial et agriculteur, l'envoie dans un couvent de la ville andine de Riobamba, à 30 km de la base du volcan Chimborazo. Ce contexte religieux, qui donnera un ton spirituel et triste, ainsi que les couleurs et l'atmosphère tropicale de la région où elle a passé son enfance, qui au contraire lui apporteront une certaine volupté dans ses motifs, ont grandement influencé son style de peinture,.

### Formation et influences
Judith Gutiérrez étudie à l'École municipale des Beaux-Arts de Guayaquil, où son professeur le plus influent est César Andrade Faini (es), avec qui, selon des chercheurs écrivant après sa mort, elle a établi une « grande amitié »,. Ses études auprès de Faini, qui ont lieu après la fin de son premier mariage, conduisent à une série d'expositions initiales à Guayaquil et à Quito,.
Elle fait partie, avec d'autres femmes artistes de l'École d'Arts plastiques contemporains de Guayaquil (Escuela de Artes Plásticas Contemporáneas) et participe activement dans des groupes militants tels que l'Union de Femmes de Guayas (Unión de Mujeres de Guayas), précurseur des organisations féministes en Équateur. C'est surtout l'art et la culture du Mexique qui ont une grande influence sur l'œuvre de Gutiérrez, qui s'est elle-même beaucoup investie dans l'art local des années 1960.

### Carrière
Judith Gutiérrez travaille au sein d'une école décrite par El Universo comme « primitiviste moderne », rejetant les formes européennes au profit de formes naturelles et essentielles. Les formes naturelles et les thèmes chrétiens de son œuvre s'intensifient après son déménagement au Mexique et deviennent finalement les motifs majeurs de sa carrière, comme en témoignent les Paraísos, des peintures de jardins ressemblant à l'Éden avec des groupes de personnages nus,.
Elle a deux filles de son premier mariage, et lorsque sa relation prend fin, elle intègre le Colegio de Bellas Artes Juan José Plaza (es) de Guayaquil.
En 1964, après les premières expositions personnelles de Gutiérrez dans des galeries équatoriennes telles que la Casa de la Cultura Benjamín Carrión à Quito l'année passée, son second mari, l'écrivain Miguel Donoso Pareja, est capturé avec d'autres intellectuels par le régime militaire équatorien. Elle l'accompagne au Mexique lorsque le régime l'y expulse, et elle reste dans ce pays pendant plusieurs longs séjours, pendant lesquels elle développe sa carrière<. Avec Miguel Donoso Pareja, Judith Gutiérrez a trois nouveaux enfants : deux filles et un garçon.
Judith Gutiérrez vit au Mexique de 1965 au début des années 1980, où elle est très intégrée à la vie artistique locale.
En 1982, Gutiérrez tient sa première grande exposition après son retour en Équateur : elle est invitée par le gouvernement équatorien à exposer certaines de ses peintures au Musée national de l'Équateur (es) de la Banque centrale de l'Équateur, dans une exposition très remarquée. Elle expose des panneaux séquentiels — comme des petits retables où les scènes sont enfermées dans des médaillons ornés —, des toiles représentant un nouveau paradis, fortement chargé en iconographie et en symboles, où l'on retrouve ses thèmes fétiches : la religiosité et la sensualité, tout en donnant un sens ludique, résolument contemporain.
Judith Gutiérrez meurt le 1er mars 2003 à Guadalajara, au Mexique, d'une crise cardiaque,.

## Œuvre
Dans son œuvre, Judith Gutiérrez explore les mondes mystiques et religieux, mais aussi érotiques. Le critique Jorge Dávila Vásquez a déclaré que son œuvre montrait « le primitivisme de ces rencontres furtives de l'homme avec les petits démons de son enfance, alimentées par l'imagination religieuse chrétienne ». Elle adopte des formes primitivistes et surnaturelles, avec des couleurs vives. Son trait simple crée un style proche de l'art naïf, mais charge ses compositions de références à l'art populaire sud-américain.
Ses influences mexicaines donnent à son œuvre une « peinture imaginative, avec une ornementation exquise, un sens lyrique et ironique et une atmosphère chromatique intense ».
Outre les séries Paraísos et Nocturno, d'autres œuvres importantes de Gutiérrez sont Recuerdo del artista de la bailarina, Libro para ciegos et El Cristo de Santa Elena.
Judith Gutiérrez a travaillé dans de multiples médias, notamment la peinture, la sculpture, le graphisme, l'art décoratif et l'installation. Elle a également fabriqué des marionnettes, des costumes et des décors pour des spectacles de marionnettes. Gutiérrez est connue pour sa composition figurative ingénieuse, incorporant des symboles, des scènes mystiques et quelques éléments byzantins (« byzantin tropical », comme l'a suggéré un jour un critique d'art) : la nature, les hommes, les femmes et le cosmos sont tous des composants généraux de ses œuvres.
Judith Gutiérrez a aussi réalisé des gravures.

## Expositions
Son œuvre étant très populaire au Mexique, Gutiérrez organise une douzaine d'expositions entre 1965 et 1980. Elle représente même la peinture féminine mexicaine dans des expositions aux États-Unis, en France, en Allemagne et au Brésil.
Judith Gutiérrez a réalisé de nombreuses expositions personnelles et est représentée dans de nombreuses galeries et musées à New York, Los Angeles, Chicago, Pasadena, Washington, Grande-Bretagne, Osaka, Guayaquil, Quito, Mexico, Munich, La Havane, Guadalajara, Monterrey, Panama et São Paulo.

## Publications
- Judith Gutiérrez, Judith Gutiérrez: el paraíso y otras estancias: pinturas, tapices, libros de artista, instalación, Guayaquil, Banco Central del Ecuador, 1982[b 1]
- Judith Gutiérrez, Judith Gutiérrez: oleos : Ismael Vargas : oleos y dibujos, Panama, Museo de Arte Contemporáneo, 1986[b 2]
- Judith Gutiérrez, Judith Gutiérrez: del suspiro, Monterrey, Arte Actual Mexicano, 1993[b 3]
- Judith Gutiérrez, Judith Gutiérrez: la piel de los sueños, Oaxaca, Arte de Oaxaca, 1996[b 4]
- Judith Gutiérrez, Retorno a los sueños, Monterrey, Musée métropolitain de Monterrey, 2001[b 5]
- Judith Gutiérrez, Judith Gutiérrez: alquimista del color, Guadalajara, Museo Raúl Anguiano, 2005[b 6]

### Notices bibliographiques
1. ↑  (es) Judith Gutiérrez, Judith Gutiérrez : el paraíso y otras estancias : pinturas, tapices, libros de artista, instalación, Guayaquil, Banco Central del Ecuador, 1982 (lire en ligne).
2. ↑  Judith Gutierrez, Judith Gutiérrez: oleos : Ismael Vargas : oleos y dibujos, Panama, Museo de Arte Contemporáneo, 1986 (lire en ligne).
3. ↑  Judith Gutierrez, Judith Gutiérrez : del suspiro, Monterrey, Arte Actual Mexicano, 1993 (lire en ligne).
4. ↑  Judith Gutierrez, Judith Gutiérrez : la piel de los sueños, Oaxaca, Arte de Oaxaca, 1996 (lire en ligne).
5. ↑  (es) Judith Gutiérrez, Retorno a los sueños, Monterrey, Museo Metropolitano del Monterrey, 2001 (lire en ligne).
6. ↑  (es) Judith Gutiérrez, Judith Gutiérrez : alquimista del color, Guadalajara, Museo Raúl Anguiano, 2005 (lire en ligne).